# 菅康弘
菅 康弘（かん やすひろ、1958年 - ）は、日本のテレビプロデューサー。NHK経営企画局長、NHK理事・放送総局副総局長等を経て、坂の上の雲ミュージアム総館長。エランドール賞等受賞。

## 略歴
愛媛県今治市出身。愛光中学校・高等学校を経て、一橋大学社会学部を卒業し、1982年日本放送協会（NHK）入局。城本勝は大学及び入局同期。NHKでは演出部から始め、プロデューサーなどとして、テレビドラマ製作に長く携わった。
NHK室蘭放送局放送部を経て、1986年8月からNHK番組制作局芸能番組センタードラマ番組部ディレクター。1992年7月NHK大阪放送局放送センター芸能部ディレクター、1996年7月放送総局・株式会社NHKエンタープライズ21出向、1999年6月放送総局付・株式会社NHKエンタープライズ21出向、2000年5月番組制作局芸能番組センタードラマ番組部チーフ・プロデューサー、2006年6月放送総局チーフ・プロデューサー、2010年6月放送総局エグゼクティブ・プロデューサー、2011年6月制作局制作主幹兼放送総局エグゼクティブ・プロデューサー、制作局第2制作センター長を経て、2012年6月編成局編成主幹兼株式会社NHKビジネスクリエイト取締役、2013年6月NHK編成局編成センター長兼東日本大震災プロジェクト事務局長、2014年6月13日NHK名古屋放送局長、2016年4月25日NHK経営企画局長。
2017年4月からNHK理事を務め、放送総局副総局長として、NHKスペシャルなど番組制作の統括や、アナウンス室の統括を担当。2020年NHKエンタープライズ常務取締役、日本国際放送取締役。2023年坂の上の雲ミュージアム総館長。

## 人物
2002年度エランドール賞プロデューサー賞受賞。私生活では2012年9月に小野文惠NHKアナウンサーが結婚した相手であるとして、複数のメディアで報じられた。

## 主な作品

### テレビドラマ
- 翔ぶが如く（1990年）演出
- 流れてやまず 長流不息〜遥かなる黄河（1992年）演出
- ええにょぼ（1993年）演出
- サザンスコール（1994年）演出
- 走らんか!（1995年）演出
- 流通戦争（1998年）製作統括
- 鶴亀ワルツ（1998年）製作統括
- 結婚前夜（1998年）製作統括
- 天使のマラソンシューズ（1999年）製作統括
- 双子探偵（1999年）製作統括
- 一絃の琴（2000年）製作統括
- ちゅらさん（2001年）製作統括※2002年度エランドール賞プロデューサー賞受賞
- ロッカーのハナコさん（2002年）制作統括※2002年10月期月間ギャラクシー賞受賞
- 真夜中は別の顔（2002年）製作統括
- 恋セヨ乙女（2002年）製作統括
- ちゅらさん2（2003年）製作統括
- 川、いつか海へ 6つの愛の物語（2003年）製作統括
- ちゅらさん3（2004年）製作統括
- ちゅらさん4（2007年）製作統括・演出
- 坂の上の雲（2009年-2011年）エグゼクティブ・プロデューサー（西村与志木と共同）・製作統括※放送文化基金賞番組部門本賞受賞